# Ascochyta sorosii
Ascochyta sorosii är en svampart som beskrevs av Melnik 1994. Ascochyta sorosii ingår i släktet Ascochyta, ordningen Pleosporales, klassen Dothideomycetes, divisionen sporsäcksvampar och riket svampar.   Inga underarter finns listade i Catalogue of Life.